# Continente
Continente er en portugisisk dagligvarekoncern og et datterselskab til Sonae. De har 519 dagligvarebutikker under forskellige koncepter og brands. Hypermarkedskæden Continente har 53 butikker. Supermarkedskæden Continente Modelo har 137 butikker.
Sonae Distribuição blev etableret i 1985 ved en fusion mellem Modelo og Continente.